# Setogalumna diminuta
Setogalumna diminuta är en kvalsterart som beskrevs av Antonio Arillo och Subías 1993. Setogalumna diminuta ingår i släktet Setogalumna och familjen Galumnidae. Inga underarter finns listade i Catalogue of Life.